# Giuseppe Canali
Giuseppe Canali (auch Giovanni Giuseppe Canali; * 22. Juni 1781 in Cesano di Porto; † 1. Januar 1851 in Ferentino) war ein italienischer Geistlicher und Kurienbischof.

## Leben
Geboren als Sohn von Basilio Canali und dessen Ehefrau Innocenza Mignocco, besuchte er das Collegio Romano. 1802 trat er in den Dienst der Apostolischen Pönitentiarie ein und bekleidete dort über längere Zeit niederrangige Positionen. Die Priesterweihe empfing Giuseppe Canali 1804 durch den Kardinalgroßpönitentiar Leonardo Antonelli. Während der französischen Besetzung Roms wurde er im Juni 1812 verhaftet, da er sich weigerte, den geforderten Eid zu leisten, und wurde zunächst nach Civitavecchia, dann nach Corneto und schließlich nach Bastia auf Korsika deportiert. Von dort kehrte er im Mai 1814 nach Rom zurück. Mit seiner Ernennung zum Sekretär des Vikariats von Rom am 27. August 1829 verließ er die Apostolische Pönitentiarie. Papst Pius VIII. machte Giuseppe Canali zu seinem Beichtvater.
Papst Gregor XVI. ernannte ihn am 14. Dezember 1840 zum Bischof von Ferentino. Die Bischofsweihe spendete ihm am 27. Dezember 1840 in Rom der Kardinalpräfekt der Kongregation für die Bischöfe und Regularen, Costantino Patrizi Naro; Mitkonsekratoren waren Erzbischof Fabio Maria Asquini, Sekretär der Kongregation für die Bischöfe und Regularen, und der Päpstliche Sakristan, Bischof Giuseppe Maria Castellani OESA. Nach nur zwei Jahren auf diesem Bischofssitz wurde Giuseppe Canali Kanoniker der Lateranbasilika und am 24. Januar 1842 Titularerzbischof von Colossae sowie Vizegerent von Rom. Am 1. Februar 1842 wurde er Konsultor des Heiligen Offiziums und am 11. Juli 1844 Examinator der Bischöfe im Kanonischen Recht. Gregor XVI. erhob ihn schließlich am 24. April 1845 zum (Titular-)Patriarchen von Konstantinopel.
Giuseppe Canali starb in Ferentino nach einem Schlaganfall und wurde in der dortigen Kirche Santa Maria della Pace beigesetzt.

## Werke
Er hinterließ als seine Memoiren die weitgehend ungedruckten Memorie della mia vita. Ein Teil davon, die Memorie di quanto accade nel Tribunale della Penitenzieria durante la Dimora delle Armi Francesi nei Stati della Santa Sede, enthalten schwerwiegende Vorwürfe gegen das Wirken der Apostolischen Pönitentiarie während der französischen Besetzung, die jedoch aus der Sicht von Historikern als nicht stimmig bezeichnet werden.